# 弗朗切斯科·圭恰迪尼
弗朗切斯科·圭恰迪尼（義大利語：Francesco Guicciardini，義大利語發音：[franˈtʃesko ɡwittʃarˈdiːni]；1483年3月6日—1540年5月22日）是意大利文艺复兴时期历史学家、政治家。马基雅维利的友人和批评者。著有《意大利史》，于1561年他死后出版，该书涵盖了从1494年至1534年前后四十年的历史，此书很快被翻译为各种主要的欧洲语言。他被认为是意大利文艺复兴时期政治学作家之一。
弗朗切斯科·圭恰迪尼出身于佛罗伦萨的望族。1508—1509年完成其第一部历史著作《佛罗伦萨史》（1859年才出版），表述了他反对民主制度，赞美贵族政体的观点。1511年任佛罗伦萨外交官，出使西班牙。1516年以后在罗马为教皇利奥十世和克里门七世服务。1530年又到佛罗伦萨的美第奇政权中供职。解职后，回到领地撰写另一部史著《意大利史》二十卷。《意大利史》写于1537—1540年，1561—1564年出版。所叙内容，始自1494年法王查理八世入侵意大利，止于1534年教皇克里门七世之死，共四十年的历史。记述史实线索分明、重点突出，而且比较准确可靠，不失为文艺复兴时代的重要史籍。

## 著作
- 《关于佛罗伦萨政府的对话》